# Баскапе
Баскапѐ (на италиански: Bascapè) е село и община в Италия.

## География
Селото се намира в област (регион) Ломбардия на провинция Павия. Разположено е между провинциалния център град Павия и центъра на съседната провинция град Милано, като разстоянието на север до Милано е около 15 км и на юг до Павия е също около 15 км. Население 1743 жители от преброяването през 2007 г.

## Личности починали в Баскапе
- Енрико Матеи (1906-1962), предприемач